# Jednostka systematyzacyjna tekstu prawnego
Jednostka systematyzacyjna – według zasad techniki prawodawczej logiczny całościowo fragment tekstu aktu normatywnego, zwłaszcza ustawy, umowy międzynarodowej i rozporządzenia.
Jednostkami systematyzacyjnymi są:
- część
- księga
- tytuł
- dział
- rozdział
- oddział.